# 埃杰维特主义

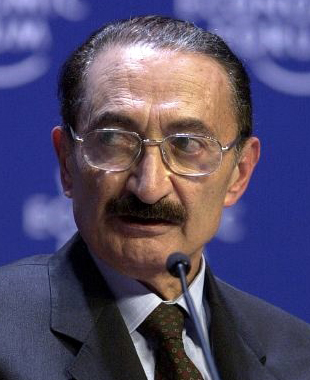
比伦特·埃杰维特

埃杰维特主义（土耳其語：Ecevitçilik）是指比伦特·埃杰维特的政治理念，他曾在1974年—2002年四次担任土耳其总理。该理念与民主左翼党和左翼民族主义密切相关。
埃杰维特于1960年代步入政坛，当时世界范围内社会主义运动正兴起。虽然他支持社会主义思想，但认为这些理念必须以符合共和人民党的凯末尔主义意识形态的方式呈现。为此，他发起“中间的左边”运动。
埃杰维特主义在1970年代的土耳其政坛中占据主导地位，时至今日仍拥有不少支持者。这一思想体系的政治层面最为突出，其意识形态起源于社会民主主义。当埃杰维特在1970年代当选共和人民党主席时，“中间的左边”的口号达到顶峰。然而，该口号也曾被土耳其右翼政客讽刺为“中间的左边，通往莫斯科之路”，暗指土耳其中左翼政治人物与共产主义有牵连。